# 凯·范韦斯特林
凯·范韦斯特林（荷蘭語：Kai van Westering，2003年10月11日—），荷兰男子游泳运动员，曾在法国长大，2023年美国公开赛男子200米仰泳铜牌得主、2024年环地中海系列赛巴塞罗那站男子50米仰泳铜牌得主、2024年世界游泳锦标赛男子4×100米混合泳接力银牌得主。